# Eduardo Verástegui
José Eduardo Verástegui Córdoba, meksički televizijski i filmski glumac, model, pjevač te osnivač i vlasnik filmske kuće Metanoia Films. Baskijskog je podrijetla.
Pjevao je u meksičkom pjevačkom sastavu Kairo s kojim je izdao četiri albuma te je bio dio izvorne postave sastava. Nakon odlaska iz sastava imao je kratku solo karijeru koju je završio 2001. izdavanjem albuma. Netom prije završetka glazbene karijere glumio je zavodnika Jennifer Lopez u videospotu za njezinu pjesmu Ain't It Funny. Usporedno s pjevanjem, još 1996. dobio je ulogu u sapunici Mi querida Isabel, nakon koje je glumio u još nekoliko meksičkih telenovela.
Prvu filmsku ulogu dobio je 2003. u američkoj komediji U potjeri za zavodnikom, u kojoj je tumačio glavnu ulogu "zavodnika". Glavnu ulogu tumačio je i u drami Bella u proizvodnji vlastite filmske kuće Metanoia Film. Značajnije uloge ostvario je i u povijesnim ratnim dramama Za vječnu slavu i Dječak. Ostvario je i cameo ulogu u priznatoj američkoj krimi-seriji CSI: Miami.
Rođen je u katoličkoj obitelji i odgojen u vjerskom duhu. Budući da je za potrebe svoje uloge u filmu Bella morao posjetiti kliniku za izvršavanje pobačaja, prilikom posjeta upoznao je mladi bračni par koji je uspio odgovoriti od pobačaja na temelju radnje Belle. Nekoliko tjedana kasnije, par je svoje rođeno dijete nazvalo Eduardo prema njemu, koje je on prozvao "mali Eduardo" prilikom javnog iskazivanja toga iskustva. Na temelju tog iskustva osnovao je udrugu Manto de Guadalupe (u prijevodu "Ogrtač (Gospe) od Guadalupe") čiji je cilj tjelesna i duhovna pomoć ženama koje su izvršile pobačaj, kao i upoznavanje šire javnosti s njegovim posljedicama po ženino zdravlje.
Među prvima je javno progovorio o visokoj stopi pobačaja među hispanoameričkim stanovništvom, a na rješavanje tog problema javno je pozvao i Baracka Obamu tijekom njegove predsjedničke kampanje u kojoj je uživao potporu većine Hispanoamerikanaca, a snažno se zalagao za uvođenje pobačaja u sustav javnog zdravstva. Pomogao je izgradnju sigurnih kuća i dnevnih boravaka za trudnice u Los Angelesu, posebice u siromašnijim hispanskim četvrtima.
Zahvaljujući doprinosima na razvoju hispano-japanskih odnosa u Sjedinjenim Državama, ali i međudržavnih odnosa Meksika i Japana kroz filmsku suradnju, Verástegui 2018. odlazi u Tokio kako bi glumio prvog hispanskog sentaija u jednom japanskom "tokusatsu" filmu, japanskoj podvrsti akcijske filmske drame.

## Vanjske poveznice
- Eduardo Verástegui u internetskoj bazi filmova IMDb-a